# Jill Phipps
Jill Phipps, född 15 januari 1964 i England, död 1 februari 1995 i 
Baginton, var en djurrättsaktivist som dödades genom att hon blev överkörd av en slaktbilsförare, under en djurrättsprotest i England 1995.